# Lucy (альбом)
Lucy — второй полноформатный альбом американской гранж-группы Candlebox, выпущенный 3 октября 1995 года лейблами Maverick и Warner Bros. Records. Альбом был спродюсирован Келли Грэем и музыкантами группы Candlebox.

## Приём

### Отзывы критиков
| Оценки критиков      | Оценки критиков |
| Источник             | Оценка          |
| -------------------- | --------------- |
| AllMusic             | [ 1 ]           |
| Entertainment Weekly | F               |
| Rolling Stone        | [ 3 ]           |
| «О!»                 | [ 4 ]           |

Lucy удостоился смешанных, но чаще всего — умеренно-удобрительных отзывов музыкальных критиков.
В российском журнале «О!» альбом был оценен на 4 балла из 5. По утверждению автора рецензии Андрея Чурикова, Lucy записывался группой в стремлении «не затеряться во второй волне посткобейновского суицидального гранжа». Согласно Чурикову, сильными сторонами альбома, производящими впечатление на публику, являются «нарочитая мрачность композиций („Crooked Halo“, „Lucy“, „Butterfly“) и театрализованная бравада».
Редактор музыкального онлайн-сервиса Allmusic Стивен Томас Эрлевайн выставил Lucy оценку в 3 балла из 5. По мнению Эрлевайна, в стремлении повторить успех дебютного мультиплатинового полноформатника музыканты Candlebox создали альбом, лишённый хуков или запоминающихся мелодий и потому вынужденный полагаться исключительно на мощь исполнения.
Обозреватель американского журнала Rolling Stone Чак Эдди также оценил Lucy на 3 балла из 5. Среди прочего Эдди отметил, что на Lucy Candlebox «хватило ума» оставить в стороне пронизанный тоской музыкальный шлам и наполнить альбом позитивной энергией. В конце рецензии обозреватель отметил, что музыкантам не следует останавливаться на полумерах, то есть отказаться от претензий на гранжевую аутентичность и взять курс на звание «новых Warrant».
Разгромная рецензия на альбом была опубликована в журнале Entertainment Weekly за авторством Джима Фарбера, выставившего Lucy оценку F (неудовлетворительно). В своей заметке Фарбер назвал фанатов Candlebox «слушателями с устойчиво дурным вкусом», а сам альбом — записью, которая просто не может быть «более толстозадой и безжизненной». По представлению автора рецензии, альбом страдает от незапоминающихся мелодий, безэмоционального вокала и бессмысленных текстов.

### Коммерческий успех
Lucy дебютировал на 11-м месте американского хит-парада Billboard 200 и впоследствии не покидал список наиболее популярных альбомов страны в течение 17 недель.
8 января 1996 года Lucy был сертифицирован как «золотой» Американской ассоциацией звукозаписывающих компаний за 0,5 миллиона проданных экземпляров — таким образом, альбому не удалось повторить успех предшественника, который к тому времени уже стал трижды «платиновым».

## Список композиций
| №   | Название              | Длительность |
| --- | --------------------- | ------------ |
| 1.  | «Simple Lessons»      | 2:51         |
| 2.  | «Drowned»             | 4:51         |
| 3.  | «Lucy»                | 4:44         |
| 4.  | «Best Friend»         | 3:08         |
| 5.  | «Become (To Tell)»    | 3:36         |
| 6.  | «Understanding»       | 4:56         |
| 7.  | «Crooked Halo»        | 4:11         |
| 8.  | «Bothered»            | 2:15         |
| 9.  | «Butterfly»           | 4:53         |
| 10. | «It’s Amazing»        | 3:59         |
| 11. | «Vulgar Before Me»    | 3:36         |
| 12. | «Butterfly (Reprise)» | 6:18         |

## Участники записи

### Candlebox
- Кевин Мартин — вокал, гитара
- Питер Клейт — гитара
- Барди Мартин — бас
- Скотт Меркадо — ударные, дульцимер, перкуссия

### Дополнительные музыканты
- Келли Грэй — ритм-гитара
- Рэнди Гейн — пианино

### Технический персонал
- Келли Грэй, Candlebox — продюсеры
- Джон Плам — сопродюсер
- Келли Грэй, Джон Плам — инженеры
- Джефф Отт — ассистент инженера
- Эдди Шрайер — мастеринг

## Хит-парад
| Хит-парад (1995)    | Высшая позиция |
| ------------------- | -------------- |
| США (Billboard 200) | 11             |

## Сертификации
| Регион                                                      | Сертификация | Продажи  |
| ----------------------------------------------------------- | ------------ | -------- |
| США (RIAA)                                                  | Золотой      | 500 000^ |
| ^ Данные о тиражах приведены только на основе сертификации. |              |          |